# ضمادة الحروب

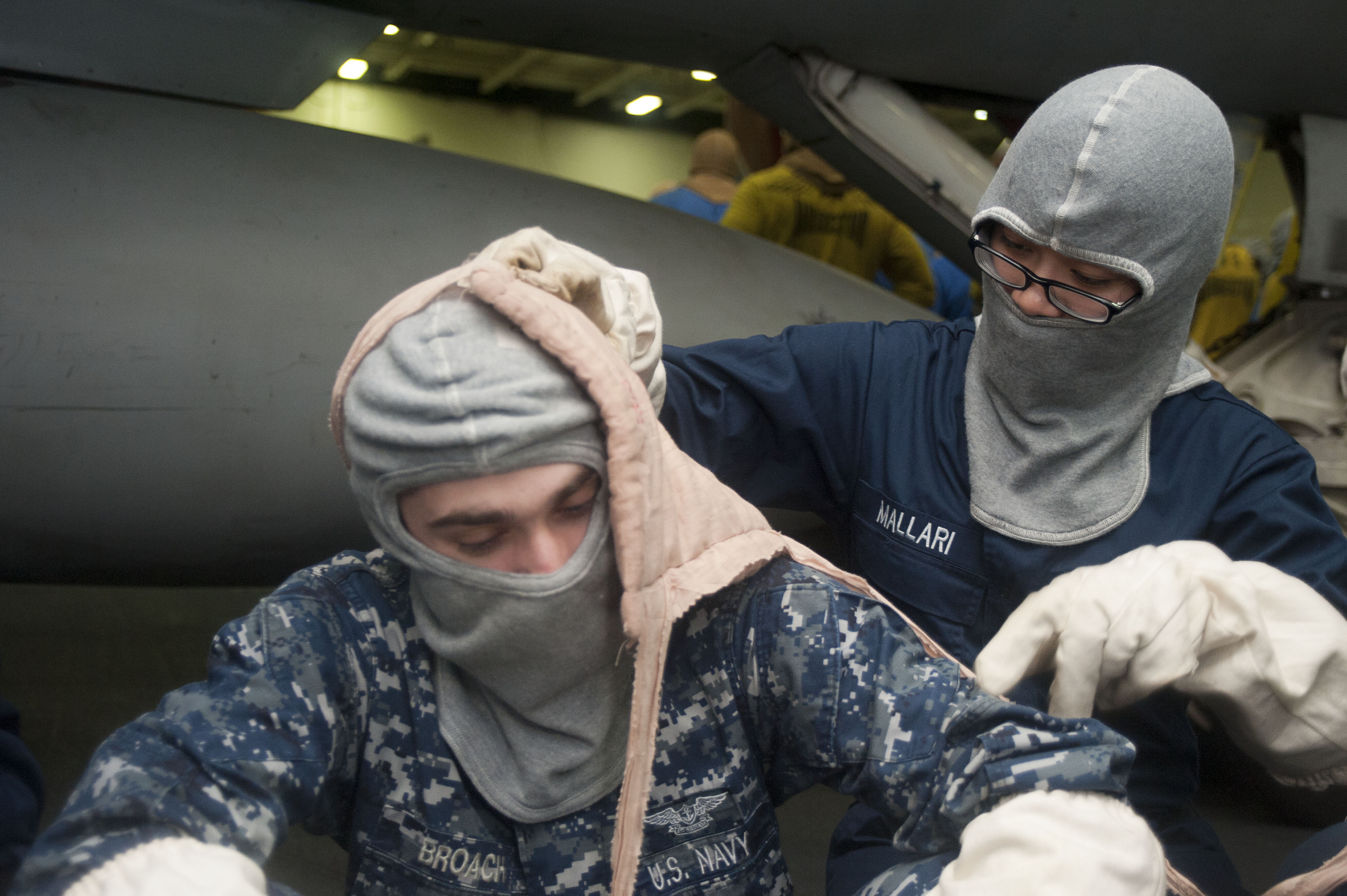
بحار يلف ضمادة ميدانية حول رأس المصاب.

ضمادة الحروب أو ضمادة القتال هي نوع من رباط الجروح المبتغى منها أن يحملها الجنود للاستخدام المباشر في حالة الجروح (اجمالاً من العيار الناري).يتكون من حشوة كبيرة من القماش الماص يعلق في منتصفها قطعة من القماش الرقيق تستخدم لتثبيت الحشوة في مكانها. يتم إصدار هذه الضمادات في اكياس معقمة مقاومة للماء ومختومة للحفاظ عليها نظيفة وجافة، يمكن فتح هذه الأكياس عند الحاجة.
في المعركة يحمل كل جندي ضمادة واحدة جاهزة للاستخدام الفوري.
تنص التعاليم المعيارية على أنه يجب استخدام ضمادة المصاب بدلاً من ضمادة المنقذ- قد يحتاج المنقذ إلى مساعدة مصاب آخر أو مساعدة نفسه، حيث أنه المصاب الأصلي لن يضطر إلى استخدام ضمادته.
لهذا السبب، من المهم أن يعرف الجنود مكان العثور على ضمادات رُفقاء الحرب، ووحدات جنود المشاة في العادة لديهم إجراءاتهم المعيارية الخاصة بهم التي تنص على مكان حملها.
يشمل زي الجيش البريطاني الذي تم إصداره في الماضي على جيوب تضميد في مواقع مخصصة.
تستخدم بعض تقنيات الحرب الطبية أغلفة ضمادات الحروب في تدبير جروح الصدر (امتصاص).
في مثل هذه الجروح تعمل على امتصاص هواء الصدر ضمن الجرح الموجود حول الرئة بدلاً من امتصاص الهواء من الحلق إلى الرئة.
يجب إغلاق الثقب لتمكين المصاب من التنفس كما ينبغي بدقة.
كضبط مؤقت في ساحة المعركة، يمكن وضع الغلاف المضاد للماء لضمادة الحروب فوق الثقب مع تنظيف الداخل قبالة الجرح وتثبيتها في مكانها، يتم تطبيق الشريط على جوانب وأعلى الغلاف مع ترك الحافة السفلية خالية. يعمل الغلاف بعد ذلك كصمام زغنفة بسيط يمنع امتصاص الهواء إلى داخل لكن يسمح بإخراج أي شيء دخل بالفعل مع زفير المصاب.

## علبة الإسعافات الأولية للجيش الأمريكي ضمادة canlisle
علبة الإسعافات الأولية للجيش الأمريكي تم تصميمها في الأصل واخدت اسمها من محمية canlisle Barracks العسكرية، بنسلفانيا في اوائل عشرينيات القرن العشرين حيث تم إنشاء «مختبر المعدات الطبية» للأول مرة.
تم استخدام علبة الأسعافات الأولية مع القوات المسلحة الأمريكية من قبل مجيء الحرب العالمية الأولى على شكل علبة الأسعافات الأولية - الجيش الأمريكي. كل جندي يحمل واحدة في حقيبة منسوجة على حزام معدته. كانت واحدة من أكثر العناصر شيوعاً للأستخدام والعرض العسكري وكان القصد من الضمادة التي تم حملها داخل الحقيبة هو الضغط المباشر لوقف النزيف من أصناف متنوعة من الجروح وانشاء غطاء معقم. وتتكون الضمادة في لبادة شاش كتان أبيض مع خيوط شاش طويلة بحيث يمكن ربطها حول الذراع أو على صدر.
خلال الحرب العظمى، هذه الجيوب كانت موجودة في الجهة اليسار الأمامية لتنورة السترة، مع ادخال المعطف العسكري (1937) تم نقله إلى السراويل، لكن الملابس الحالية لا تحتوي عليها.
بدلاً من ذلك، الموقع الشائع للضمادات الحربية هو الكتف الأيسر إما أنه يتم وضعها في مكانها بشريط لاصق أو في حقيبة صغيرة لم يتم إصدارها لكن يمكن شرائها من العديد من الموردين المدينين.